# Pandekager hver torsdag
Pandekager hver torsdag er en dansk dokumentarfilm fra 1966, der er instrueret af Jørgen Vestergaard efter eget manuskript.

## Handling
Et besøg på julemærkehjemmet Lindersvold. Et nyt hold drenge ankommer - og føler sig hurtigt hjemme.